# Ulica Franklina Roosevelta w Poznaniu
Ulica Franklina Roosevelta – ulica w centrum Poznania, przebiegająca we wschodniej części Jeżyc i w północno-wschodniej części Łazarza na obszarze jednostki pomocniczej Osiedle Św. Łazarz.

## Historia
Ulica została nazwana imieniem amerykańskiego prezydenta Franklina Delano Roosevelta w dniu 19 listopada 1945 na sesji Miejskiej Rady Narodowej. Wcześniej ulica nosiła miano Jasnej od Libelta do Kaponiery, dodano jednak jeszcze odcinek ulicy Marszałka Focha (dzisiejszej Głogowskiej) od Kaponiery do Dworca Zachodniego. 24 listopada nastąpiła uroczystość nadania nowej nazwy ulicy Roosevelta oraz placu Hoovera (dawniej Świętokrzyskiego, obecnie Wiosny Ludów), w której udział wzięli m.in.: Arthur Bliss Lane (ambasador USA w Polsce), pułkownik Walter A. Pashley (attaché wojskowy przy ambasadzie), porucznik marynarki William Torrsley, Tomas P. Dillon (sekretarz ambasady) i korespondenci amerykańskich agencji prasowych (Larry Allen i Clifford Bawes). Polską stronę reprezentowali: wojewoda Jerzy Grosicki, prezydent Stanisław Sroka, wiceprezydenci Antoni Drabowicz i Jan Cieśliński.  Stanisław Sroka odsłonił okolicznościową tablicę pamiątkową.

## Obiekty
Przy ulicy (lub w jej bezpośrednim sąsiedztwie) znajdują się następujące obiekty (od północy):

- Zespół rezydencji na Jeżycach – obecnie nie sięga do samej ulicy, z uwagi na powojenne wyburzenia,
- Most Teatralny,
- Hotel Merkury,
- Rondo Kaponiera,
- Most Uniwersytecki,
- Biurowiec Bałtyk,
- Drukarnia Concordia,
- Hotel Sheraton Poznań,
- Hala Reprezentacyjna MTP,
- dawny Pawilon brytyjski na MTP,
- Wejście Wschodnie MTP wraz z Iglicą,
- Most Dworcowy,
- Centrum Targowe w Poznaniu,
- Budynek administracyjny MTP,
- Dworzec Zachodni.

Pod numerem 5 stoi secesyjna kamienica znana jako kamienica Borejków, bohaterów Jeżycjady autorstwa Małgorzaty Musierowicz.
W latach 1929–2003 pod numerem 22 stał budynek kina „Bałtyk” (zastąpiony przez wieżowiec Bałtyk).

## Komunikacja
Ulicą na całej długości przebiega dwutorowa linia tramwajowa, a dodatkowo, równolegle linia PST we wkopie tzw. Dziury toruńskiej. Odcinkami biegną też linie autobusowe i ścieżki rowerowe. Na całej długości posiada kategorię drogi powiatowej. Jest częścią I ramy komunikacyjnej.